# Life Guards
Life Guards (deutsch Leibgarde) ist der Name des ältesten englischen Gardekavallerieregiments der britischen Armee. Zusammen mit den Blues and Royals bilden die Life Guards die Household Cavalry und gehören damit auch zur Haustruppendivision (Household Division).

## Geschichte
Die Life Guards sind das in der Rangordnung der Armee (Order of Precedence) erste aktive Regiment der britischen Armee, aber nicht das älteste. Sie haben ihre Wurzeln in einem Kavallerieverband von Royalisten, die 1658–61 unter verschiedenen Bezeichnungen mit dem damaligen Prinzen und späteren König Karl II. in sein Exil nach Holland gingen. Nach der Restauration 1660 wurden aus ihnen drei Kavallerie-Troops gebildet und nach der Union mit Schottland kam ein vierter hinzu. Aus ihnen entstanden 1788 das 1st und das 2nd Regiment of Life Guards, die 1922 zu einem Regiment zusammengelegt worden sind.
Die Regimenter stellten nicht nur die Wache des königlichen Palastes Whitehall und die Leibwache des Königs, sondern dienten auch als Feldregimenter der schweren Kavallerie. Die traditionelle Bewachung von Whitehall wird auch heute noch von ihnen wahrgenommen.
In den beiden Weltkriegen war das Regiment an nahezu allen Fronten in Europa und Nordafrika eingesetzt, an denen britische Truppen kämpften. In der Nachkriegszeit hat das Regiment am Falklandkrieg und an vielen Einsätzen im Rahmen von UN-Friedensmissionen teilgenommen. Auch im Zweiten Golfkrieg und im Irak war es eingesetzt.
Seit 1992 sind die Life Guards mit dem anderen Gardekavallerieregiment Blues and Royals zum Household Cavalry Regiment und zum Household Cavalry Mounted Regiment operationell zusammengefasst, haben jedoch ihre eigenen Uniformen, Traditionen und Identität behalten.

## Gegenwart

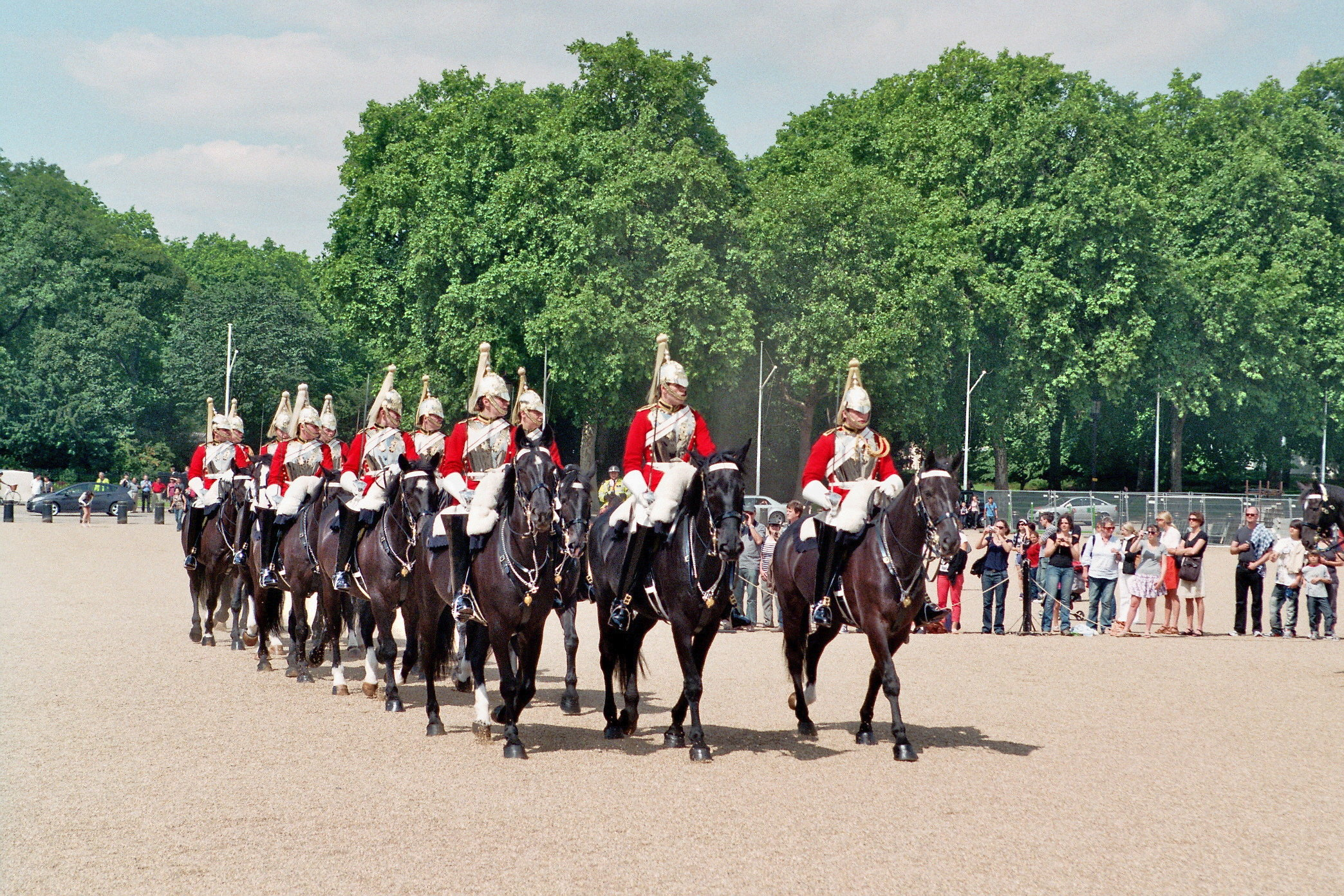
Life Guards beim Wachwechsel

Heute dient das Household Cavalry Regiment als Panzeraufklärer-Verband, während das Household Cavalry Mounted Regiment als berittenes Wachregiment verwendet wird. Es nimmt regelmäßig an vielen wichtigen protokollarischen Ereignissen in Großbritannien teil, zum Beispiel an Trooping the Colour und (abgesessen) an der alljährlichen Parlamentseröffnung. Außerdem stellt das Regiment die berittene Wache vor Horse Guards.
Anders als in allen anderen Einheiten der Britischen Armee führen die Feldwebel in den Gardekavallerieregimentern nicht die Bezeichnung Sergeant, sondern haben zusätzliche Dienstgrade auf der Basis der Bezeichnung Corporal.
Die Life Guards des Household Cavalry Mounted Regiments erkennt man an ihrem roten Uniformrock und dem weißen Roßhaarschweif auf der Metallpickelhaube.
Colonel of the Regiment ist Sir Edward Alexander Smyth-Osbourne. Kraft dieses Amtes ist er gemeinsam mit dem Colonel der Blues and Royals Gold Stick für England und Wales. Dabei handelt es sich um ein heute zeremonielles Amt am Hof; früher war der Gold Stick für die persönliche Sicherheit des Monarchen verantwortlich.
Colonel-in-Chief des Regiments ist König Charles III.

## Battle Honours
Das Regiment erhielt mehrere Battle Honours, die teilweise auf der Regimentsfahne aufgeführt sind. Es führt auch hier die Traditionen seiner Vorgängereinheiten weiter.
Liste (englische Bezeichnungen):
- Dettingen, Peninsula, Waterloo 1815, Tel-el-Kebir, Egypt 1882, Relief of Kimberley, Paardeberg, South Africa 1899–1900
- Erster Weltkrieg: Mons, Le Cateau, Marne 1914, Aisne 1914, Messines 1914, Ypres 1914 ’17 '18, Somme 1916 ’18, Arras 1917 ’18, Hindenburg Line, France and Flanders 1914–18
- Zweiter Weltkrieg: Mont Pincon, Souleuvre, Noireau Crossing, Amiens 1944, Brussels, Neerpelt, Nederrijn, Nijmegen, Lingen, Bentheim, North-West Europe 1944–45, Baghdad 1941, Iraq 1941, Palmyra, Syria 1941, El Alamein, North Africa 1942–43, Arezzo, Advance to Florence, Gothic Line, Italy 1944
- Wadi al Batin, Gulf 1991, Al Basrah, Iraq 2003